# ام‌وی پاتریوت
ام‌وی پاتریوت (به انگلیسی: MV Patriot) یک کشتی است.